# 蔣雯
蔣 雯（ジャン・ウェン）は、中華人民共和国の女優、モデル。

## 来歴・人物
杭州市出身。幼少の頃から芝居が大好きだった。19歳の時、浙江省大学生演劇祭でのデビュー舞台『審潘』で、その演技を高く評価され、最優秀女優賞を受賞。浙江省テレビ局にスカウトされ、テレビ舞台劇に出演した。その後もテレビのバラエティ番組や演劇に出演し、若手女優として注目を浴びた。
映画を志し、25歳の時北京電影学院修士課程に入学。在学中は、多数のアンダーグランド映画に出演した。2005年、チャン・イーモウ監督の映画『単騎、千里を走る。』の中国全土での公開オーディションで、2万人の応募者を勝ち抜きヒロイン役を射止め、4人目の謀女郎（モウ・ガールズ）として脚光を浴びる。この映画で高倉健と共演。彼の素晴らしい演技を目の当たりにし、自分自身の未熟さに気付く。高倉健からは、撮影の合間などに「演技は心から」と指導を受けるとともに、「あなたはきっといい女優になりますよ」と励ましの言葉をもらう。このことで、プロの女優として日本で研鑽を積む決意をする。
2007年来日。以来、キャンディ・ジャンの名でも活動。映画、舞台、テレビ、モデルなど幅広い分野で活動しながら、日本と中国の文化交流にも努めている。

## 出演
出典

### 映画
- 「夢魘」（シナリオ、監督、キャスト）（2004）レイニン 役
- 「単騎、千里を走る。」（チャン・イーモウ監督）（2005）蒋雯 役
- 「ラッチ!アンデルセン」（ワンチー監督）（2006）妻 役
- 「しあわせのかおり」（三原光尋監督）（2008）周芳 役
- 「お遍路ロードムービー」（ガオ・ションジェ監督）（2009）キャンディ・ジャン 役
- 「妄想症」（シナリオ、監督、キャスト）（2010）Candy 役

### テレビ
- 銭江テレビ「開心真開心」（1997）
- CCTV６「単騎、千里を走る」プレミア･ショー特別番組（2005）
- NHK「チャン・イーモウ　北京オリンピックを語る」（2008）
- 福建総合チャンネル「大話百姓」（2010）
- CCTV6「世界映画の旅」（2012）

### 舞台
- 「審潘」浙江省大学生演劇祭　最優秀女優賞入賞（1996）
- 「金蓮」浙江テレビ日曜劇場（1997）
- 「ハックルベリーにさよならを」関西演劇フェスティバル（2011）
- 「月の上の夜」関西演劇フェスティバル（2012）
- 「馬顔男と動物園」脚本/演出/主演 大分県立美術館開館記念企画シアター・イン・ミュージアム (2016)

### その他
- 写真展「未来へ」モデル（2008）
- 写真集「同行二人」モデル（2010）
- 横浜映画祭スペシャルゲスト（2008）
- Tokyo Downtown Cool Media Festival開幕式スペシャルゲスト（2010）
- 中国国際サービス貿易会「Japan Night」司会（2012）
- 株式会社アプレ専属女優（2008～2010）
- 大阪放送劇団所属（2010～2012）

## 関連報道・記事
- 関西華文時報2011/6/1「京都で歩む私の芸術人生　女優キャンディ・ジャンさん」
- loop88四国2011/3/23「空海を旅する日中共同写真展：キャンディ・ジャン氏も来松」
- EARTH VOICE CAFÉ「キャンディ・ジャン：遍路の旅は濃縮した人生」
- 「『お遍路ロードムービー』完成記念上映会開催」関連報道
- 毎日新聞2009/9/9
- 週刊愛媛経済レポート2009/9/21
- ニッキン2009/9/25
- 朝日新聞2009/9/30
- 「『お遍路ロードムービー』制作決定、女優キャンディ・ジャン氏来松」関連報道
- 愛媛新聞2008/12/04
- 読売新聞2008/12/04
- 朝日新聞2008/12/04
- 産経新聞2008/12/04
- テレビ愛媛：スーパーニュース2008/12/04
- 愛媛朝日テレビ：ニュースBOX2008/12/04
- あいテレビ：キャッチあい2008/12/04
- 新華ネット2007/10/24「万里選一のチャン・イーモウガール蔣雯」
- 華西都市報2005/12/20「『単騎、千里を走る』主演女優蔣雯：スターは私に向いていない」
- 新京報2005/12/21「新世代のチャン・イーモウガール蔣雯独占取材」
- 南京日報2004/11/23「『単騎、千里を走る』クランクイン、主演女優蔣雯に注目」
- 華商報2004/11/22「新しいチャン・イーモウガール誕生」
- ヤフー中国2005/12「ヤフー中国セレブリティ2005――蔣雯独占インタビュー」
- 新浪ネット2005/12/6「『単騎、千里を走る』主演女優が明らかに」
- 天涯ネット2005/11/10「蔣雯、エンタテイメントを断るチャン・イーモウガール」
- 「Movie View」2014第30期「『単騎、千里を走る』主演女優蔣雯独占インタビュー」

## その他
- 湖南テレビ新聞　華夏時報